# Campofelice di Fitalia
Campofelice di Fitalia es un municipio italiano situado en la ciudad metropolitana de Palermo, en Sicilia. Tiene una población estimada, a fines de agosto de 2024, de 430 habitantes.

## Evolución demográfica
| Gráfica de evolución demográfica de Campofelice di Fitalia entre 1861 y 2024 |
|                                                                              |
| Fuente: ISTAT - Elaboración gráfica de Wikipedia                             |